# Bode
För personen, se Johnny Bode

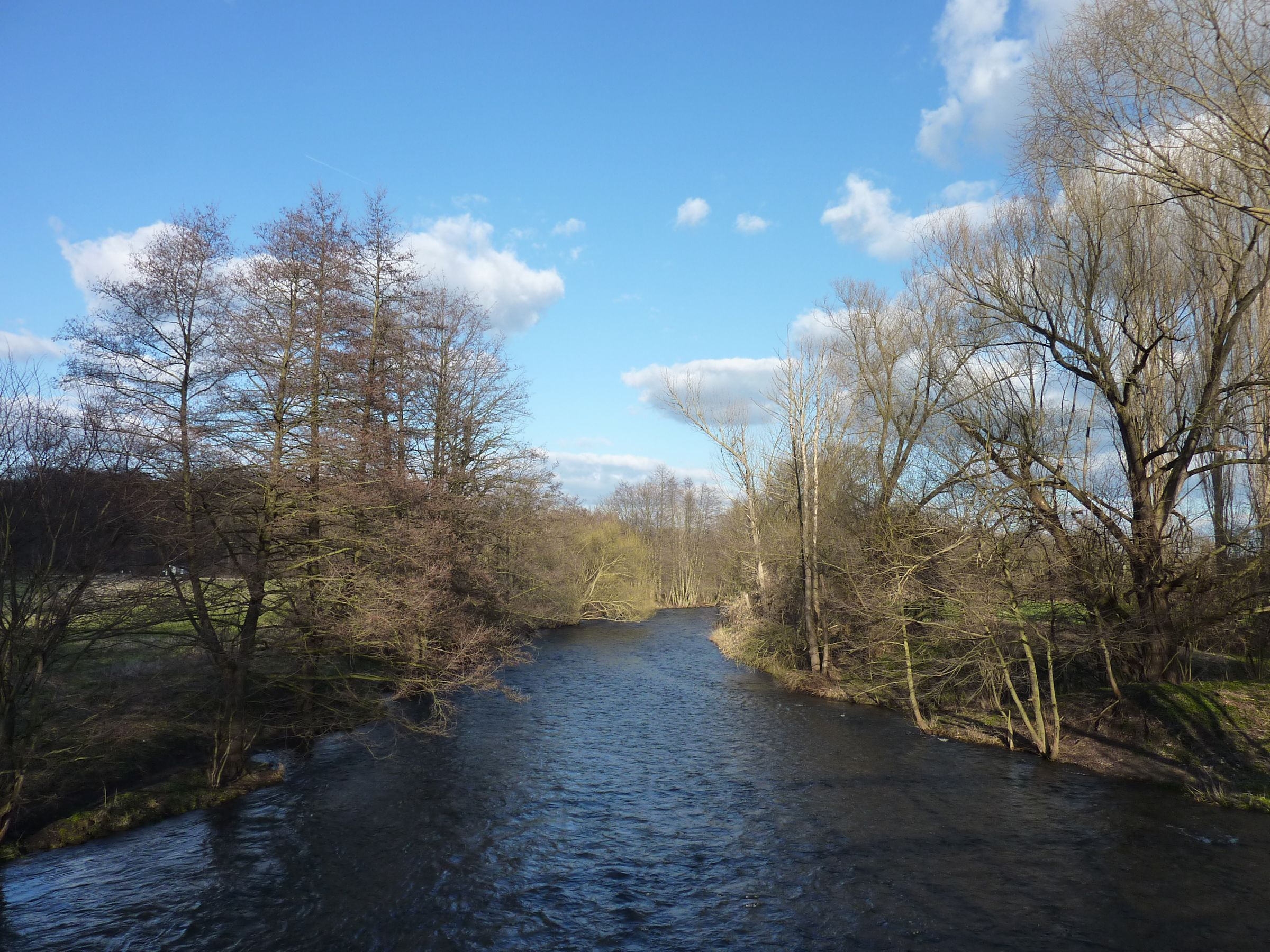
Bode vid Quedlinburg

Bode är en vänsterbiflod till Saale, som rinner genom Harz och mynnar vid Nienburg nedanför Bernburg i Sachsen-Anhalt. Den är 160 kilometer lång.